# Kettenbach (Moldau)
Der Kettenbach (auch Stegmühlbach, Altbach, Wehrbach bzw. Hainbach, tschechisch Větší Vltavice ‚größerer Moldauzufluss‘) ist ein rechter Zufluss der Moldau in Tschechien und Österreich.

## Verlauf
Der Kettenbach entspringt nördlich der Rotte Lichtenstein im Mühlviertel in Österreich. Seine Quelle befindet sich am Nordhang des Lichtenstein (883 m ü. A.) im Leonfeldner Hochland an der Europäischen Hauptwasserscheide zwischen Elbe und Donau. An seinem Oberlauf fließt der Bach zunächst nach Nordwesten bis Schenkenfelden. Dort nimmt er nördliche Richtung und umfließt bei Vorderkönigschlag den Hirtstein (844 m ü. A.) im Westen und Norden. Entlang des weiteren Laufes des Baches liegen die Ortschaften Prechtleinschlag, Hayrl, Reichenthal und Niederreichenthal. Rechtsseitig über dem Tal des Kettenbaches thront bei Reichenthal das Schloss Waldenfels. Nach 15 Kilometern erreicht der Kettenbach zwischen der Wüstung Konrátov (Kainretschlag) und der Süßmühle die Grenze zu Tschechien; und fließt an der Wüstung Svatomírov (Zwarmetschlag) vorbei. Auf einer Länge von zwei Kilometern bildet der Bach bis zur Einmündung des Hajský potok/Hainbach an den Stierhäuseln die Grenze zwischen beiden Staaten. Auf ihrem Unterlauf fließt die Větší Vltavice schließlich auf böhmisches Gebiet. Unmittelbar nach der Grenze befanden sich früher an dem Bach eine Hammerschmiede und die Stegmühle. Westlich von Horní Dvořiště nimmt der Bach, der hier früher Stegmühlbach bzw. Hainbach genannt wurde, nordwestliche Richtung und bildet zwischen dem Herbertovský vrch (Gerbetschlager Berg, 755 m n.m.) und dem Černý les (Schwarzwald, 710 m n.m.) ein tief eingeschnittenes bewaldetes Tal. Vorbei an der Wüstung Horní Drkolná (Oberschlagl) und Herbertov (Gerbetschlag) erreicht die Větší Vltavice schließlich Horní Mlýn, wo der Bach von der Bahnstrecke Rybník–Lipno nad Vltavou überbrückt wird. Nach 22,5 Kilometern mündet die Větší Vltavice nordöstlich des Haltepunktes „Herbertov“ am Sportzentrum der ČVUT in Horní Mlýn in die Moldau.
Der Bach fließt auf einer Länge von 15 Kilometern durch österreichisches und 5,5 Kilometer durch tschechisches Gebiet, hinzu kommt ein zwei Kilometer langer Abschnitt als Grenzbach. Der bedeutendste Zufluss ist der Mlýnecký potok.

## Zuflüsse
- Schwarzenbach (r), bei Eibenstein
- Froscherbach (r), bei Stiftung bei Reichenthal
- Hajský potok/Hainbach (r), an den Stierhäuseln
- Granitzbach/Mlýnecký potok (l), bei Dolní Drkolná

## Ökologie
Der Kettenbach verläuft weitgehend naturnah und ist nur in kürzeren Abschnitten reguliert oder befestigt. Der Bach und seine Quellbäche weisen streckenweise dichte Uferbegleitgehölzstreifen auf, die von der Bruch-Weide mit zum Teil sehr alten Exemplaren dominiert werden, in der Strauchschicht finden sich Schwarz-Erle und Traubenkirsche. Im Gemeindegebiet von Reichenthal gibt es an den Ufern stellenweise eine ausgeprägte Krautschicht mit Sumpf-Vergissmeinnicht, Wolligem Honiggras, Ampfer, Großer Brennnessel, Labkraut, Sumpf-Weidenröschen, Echtem Mädesüß, Rohrglanzgras und Großem Springkraut.

## Geschichte
Entlang des Kettenbaches verlief eine Variante des uralten Handelsweges Linzer Steig, der aus dem Raum Linz nach Böhmen führte. Am Kettenbach liegt auch der Heidenstein, der in prähistorischer Zeit möglicherweise für astronomische Zwecke genutzt wurde.